# Heteragrion bickorum
Heteragrion bickorum är en trollsländeart som beskrevs av Daigle 2005. Heteragrion bickorum ingår i släktet Heteragrion och familjen Megapodagrionidae. Inga underarter finns listade i Catalogue of Life.